# Wartehalle der Station Godesberg II

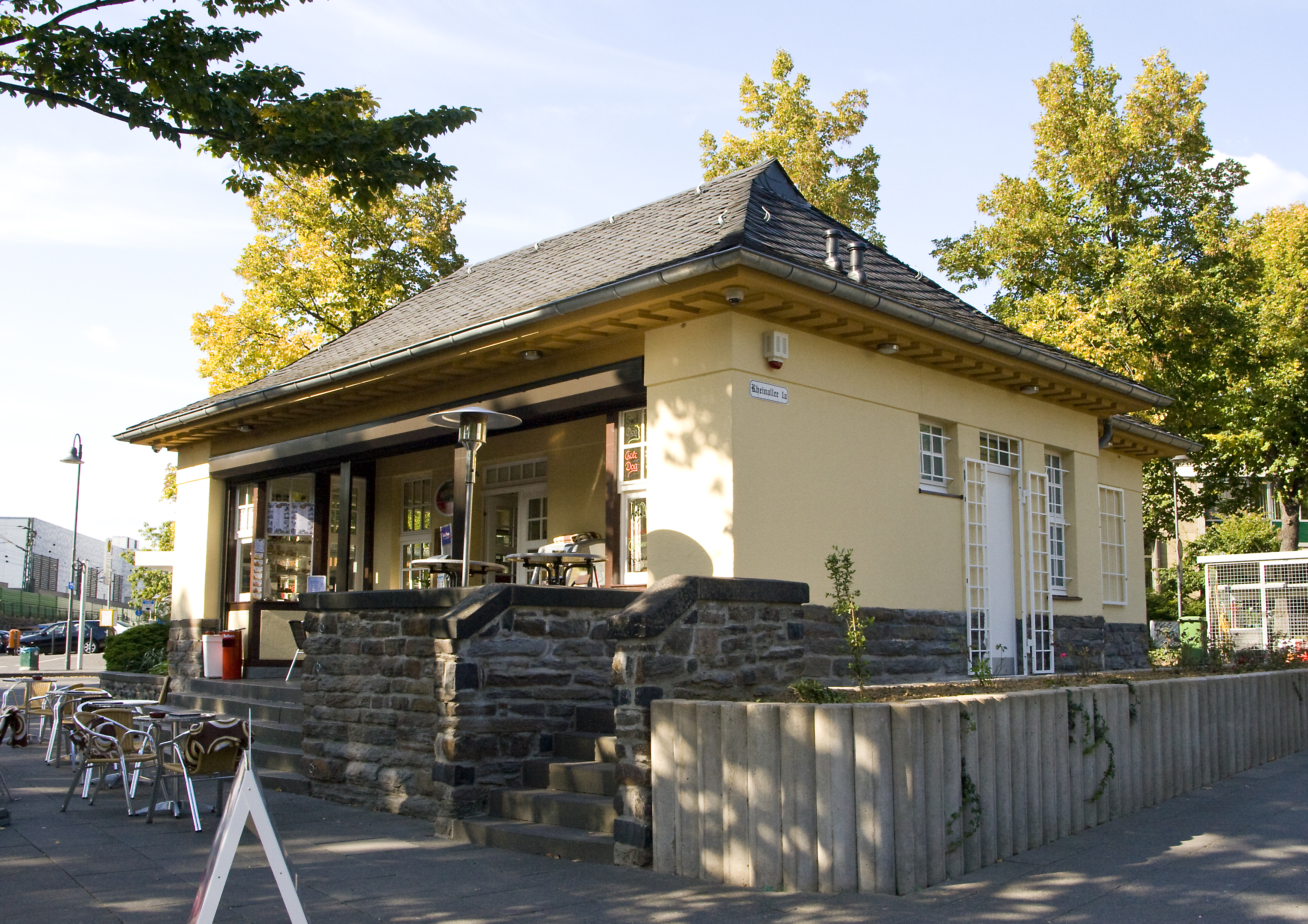
Ehemalige Wartehalle (September 2008)

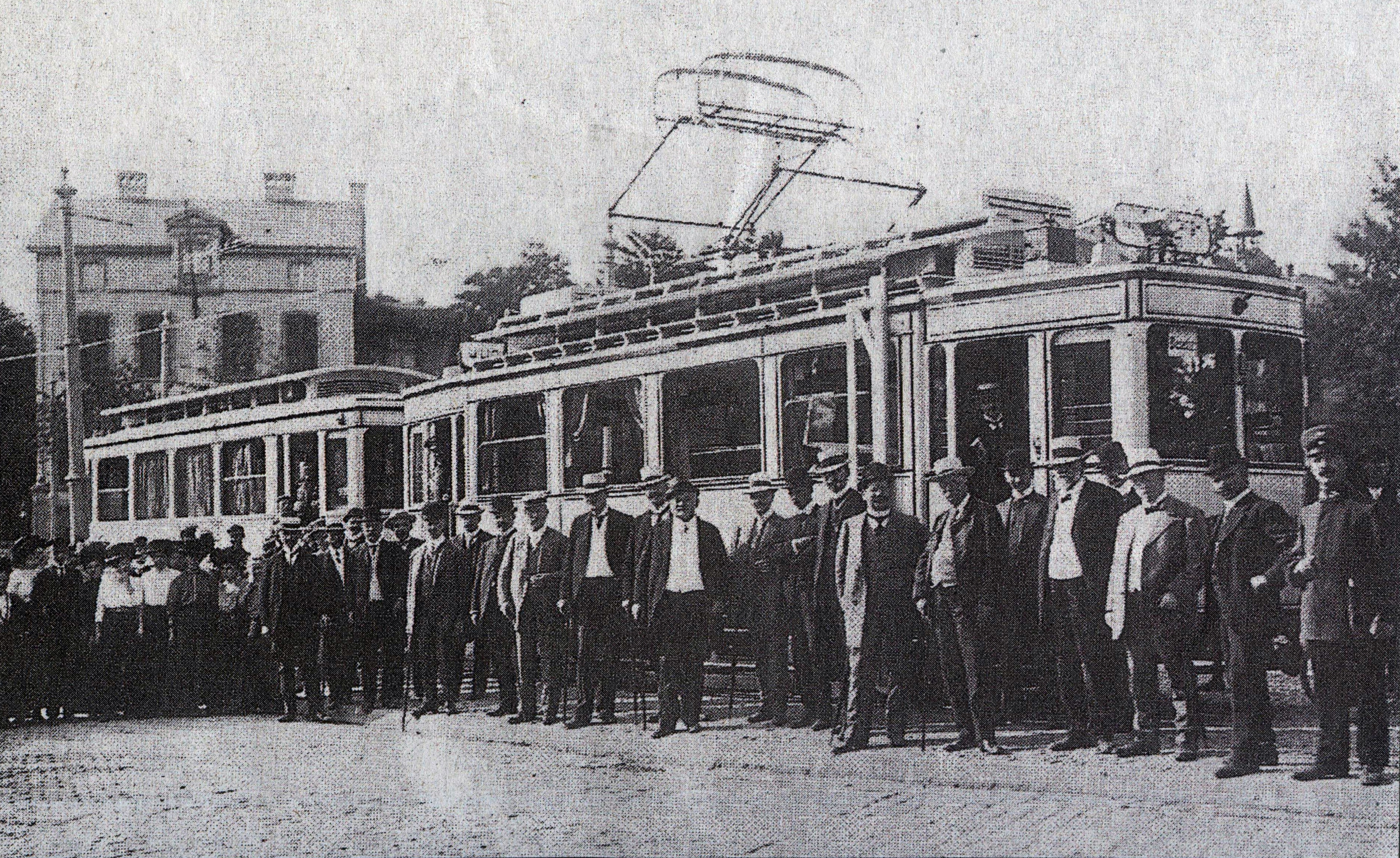
Eröffnung der elektrischen Straßenbahn Bonn–Godesberg–Mehlem am 24. Juli 1911. Die Ehrengäste stehen mit dem damaligen Godesberger Bürgermeister, Anton Dengler (mittig), an der Haltestelle Rheinallee.

Die ehemalige Wartehalle der Station Godesberg II, auch Wartehalle Rheinallee oder Altes Wartehäuschen genannt, wird heute als Bistro und Kiosk genutzt. Das 1911 errichtete Gebäude befindet sich an einer Omnibushaltestelle rund 200 Meter nordwestlich des Godesberger Bahnhofs an der Ecke Rheinallee 1a / Rüngsdorfer Straße und steht unter Denkmalschutz.

## Geschichte
Am 22. Mai 1892 wurde zwischen Godesberg und dem heutigen Bonner Bundeskanzlerplatz der Betrieb einer eingleisigen, auf eigenem Bahnkörper liegenden, dampfbetriebenen Schmalspur-Straßenbahn aufgenommen. Die südliche Verlängerung bis Mehlem wurde am 1. April 1893 eröffnet. In den Jahren 1910 und 1911 wurde die Strecke der Straßenbahn Bonn–Godesberg–Mehlem (BGM) elektrifiziert und zweispurig ausgebaut. Da die Errichtung einer Unterführung der nahegelegenen Eisenbahnlinie der Linken Rheinstrecke bei gleichzeitiger Anhebung des Gleisbetts der Eisenbahn ein Absenken des umliegenden Geländes notwendig machte, war im selben Jahr ein Abriss der ursprünglichen Straßenbahn-Wartehalle erforderlich. 

### Neubau
Unter dem damaligen Bürgermeister Anton Dengler wurde 1911 als Ersatz für die alte Wartehalle der Station „Godesberg II“ (gelegen an der damaligen Auguste-Viktoria-Straße, heute Beethovenallee) nach Entwürfen des Bonner Architekten Walter Frese ein neues Wartehäuschen an anderer Stelle errichtet. Dieses Wartehäuschen stand frontal entlang dem Verlauf der früheren Straßenbahnschienen. Der eingeschossige Baukörper auf T-förmigem Grundriss erhielt ein breit ausladendes und schiefergedecktes Walmdach. Der Eingang zum Warteraum hatte eine überdachte Vorfläche sowie links einen Verkaufsstand für Zeitungen und rechts einen für Fahrkarten und Tabakwaren. Ebenfalls auf der rechten Gebäudeseite befanden sich die auch heute noch hier vorhandenen Toiletten. Teilweise verfügen sie noch über die originale Ausstattung mit Jugendstil-Fliesen und Terrazzoböden.

### Aufenthaltsraum der Stadtwerke
Ab Mitte der 1950er Jahre gingen die Beförderungszahlen der Straßenbahn kontinuierlich zurück – im Gegensatz zu anderen Verkehrsmitteln, die die Verbindung Bonn–Godesberg bedienten. Im Dezember 1976 wurde die Straßenbahnlinie stillgelegt. Der Platz am Wartehäuschen wurde nun zum Hauptverkehrspunkt für zahlreiche Buslinien; im Zuge dieser Änderung erfolgte auch der Umbau und die Umnutzung der Wartehalle zu einem Personalaufenthaltsraum der Stadtwerke-Bediensteten bzw. Busfahrer. Diese Funktion erfüllte das Gebäude bis 2007. Nach der Aufnahme in die Denkmalliste 2002 durch die Untere Denkmalbehörde wurde das Gebäude im Auftrag der Stadt Bonn restauriert. Das Dach erhielt wieder eine Eindeckung mit Moselschiefer, der Verputz einen Anstrich in Beige. Auch die fehlende, hölzerne Eingangstür wurde nach alten Vorlagen mit einem Glaseinsatz wiederhergestellt. Seit dem Jahr 2008 wird in der alten Halle von einem Pächter ein Bistro mit Kiosk betrieben.
Das Wartehäuschen ist das einzige noch bestehende entlang der früheren Straßenbahnlinie von Bonn nach Mehlem. Alle anderen wurden im Laufe der Zeit abgerissen.